# 陈佺
陈佺，南开大学生命科学院教授，主要从事细胞凋亡调控中的分子机制方面的研究工作。入选中华人民共和国教育部2008年度"长江学者"特聘教授。曾就读于湖北大学、中国科学院昆明动物研究所。